# Medienprivileg
Das Medienprivileg bedeutet eine Bereichsausnahme der Medien vom Datenschutzrecht. Es gewährt bestimmte Ausnahmen vom allgemeinen gesetzlichen Schutz personenbezogener Daten bei der Verarbeitung zu journalistischen Zwecken. Hintergrund ist, das Recht auf den Schutz personenbezogener Daten mit dem Recht auf freie Meinungsäußerung und der Informationsfreiheit in Einklang zu bringen.
Gesetzlich geregelt ist das Medienprivileg in Art. 85 Abs. 2 der Datenschutz-Grundverordnung (DSGVO), die zum 25. Mai 2018 die Datenschutzrichtlinie ersetzt hat, in Deutschland außerdem in § 12 des Rundfunkstaatsvertrags (MStV) für die in der ARD zusammengeschlossenen Landesrundfunkanstalten, das ZDF, das Deutschlandradio und private Rundfunkveranstalter sowie in § 23 MStV ergänzend für alle Medienanbieter, die in Telemedien tätig sind und deren Hilfsunternehmen, die von außerhalb den Redaktionen zuarbeiten, beispielsweise Agenturen, Korrespondentenbüros oder Produktionsfirmen.
Für die gedruckte Presse finden sich entsprechende Regelungen in den einzelnen Landespressegesetzen.
Bis zum Außerkrafttreten der Datenschutzrichtlinie war das Medienprivileg in § 41 BDSG geregelt.
Gemäß der Entscheidung des Verfassungsgerichtshofes (VfGH) in Österreich vom 14. Dezember 2022 ist es verfassungswidrig, Datenverarbeitungen durch Medienunternehmen, die zu journalistischen Zwecken erfolgen, gänzlich von den Bestimmungen des Datenschutzgesetzes auszunehmen. Dieser undifferenzierte Ausschluss („Medienprivileg“) verstößt, wie der VfGH festgestellt hat, gegen das Grundrecht auf Datenschutz. § 9 Abs. 1 des Bundesgesetzes zum Schutz natürlicher Personen bei der Verarbeitung personenbezogener Daten (Datenschutzgesetz – DSG) wird daher als verfassungswidrig aufgehoben. Die Aufhebung dieser Bestimmung tritt mit Ablauf des 30. Juni 2024 in Kraft.

## Bedeutung
Das Medienprivileg nimmt die journalistisch-redaktionelle Verarbeitung personenbezogener Daten von bestimmten Datenschutzbestimmungen aus. Es handelt sich um eine sog. datenschutzrechtliche Bereichsausnahme, damit Journalisten bei ihren Recherchen keine „Schere im Kopf“ haben, wenn sie jederzeit an datenschutzrechtliche Aspekte denken müssten.

### „Journalistische Tätigkeit“
Nach Art. 85 Abs. 2 DSGVO sehen die Mitgliedstaaten für die Datenverarbeitung, die zu journalistischen Zwecken erfolgt, Abweichungen oder Ausnahmen von Kapitel III bis VII und Kapitel IX vor, wenn dies erforderlich ist, um das Recht auf Schutz der personenbezogenen Daten mit der Freiheit der Meinungsäußerung und der Informationsfreiheit in Einklang zu bringen. In Anbetracht der Bedeutung, die der Freiheit der Meinungsäußerung in jeder demokratischen Gesellschaft zukommt, müssen einerseits die damit zusammenhängenden Begriffe, zu denen der des Journalismus gehört, weit ausgelegt werden (Erwägungsgrund 153 zur DSGVO). Um ein Gleichgewicht zwischen den beiden Grundrechten herzustellen, erfordert andererseits der Schutz der Privatsphäre, dass sich die Ausnahmen und Einschränkungen in Bezug auf den Datenschutz auf das absolut Notwendige beschränken.
Mit Urteil vom 14. Februar 2019 hat der Europäische Gerichtshof (EuGH) zur Reichweite des Medienprivilegs ausgeführt, dass nicht jede im Internet veröffentlichte Information eine „journalistische Tätigkeit“ darstellt. Es ist Sache der nationalen Gerichte, jeweils zu entscheiden, ob die konkrete Verarbeitung unter diese Definition fällt. Der EuGH gibt in seiner Entscheidung jedoch eine Reihe von Auslegungshinweisen. Danach muss die Tätigkeit ausschließlich bezwecken, Informationen, Meinungen oder Ideen in der Öffentlichkeit zu verbreiten („die Öffentlichkeit suchen“). Sie braucht hingegen nicht berufsmäßig ausgeübt zu werden. Auch der Träger, mit dem die Daten übermittelt werden wie Papier, Radiowellen oder elektronische Träger wie das Internet, ist nicht ausschlaggebend.
Der Europäische Gerichtshof für Menschenrechte (EGMR) hat für die Zwecke der Abwägung zwischen dem in Art. 7 der Charta, Art. 8 EMRK geschützten Recht auf Achtung des Privatlebens und dem Recht auf freie Meinungsäußerung eine Reihe relevanter Kriterien entwickelt, die ebenso zu berücksichtigen sind, darunter der Beitrag zu einer Debatte von allgemeinem Interesse, der Bekanntheitsgrad der betroffenen Person, der Gegenstand der Berichterstattung, das vorangegangene Verhalten der betroffenen Person, Inhalt, Form und Auswirkungen der Veröffentlichung, die Art und Weise sowie die Umstände, unter denen die Informationen erlangt worden sind und deren Richtigkeit. Ebenso muss die Möglichkeit berücksichtigt werden, dass der für die Verarbeitung Verantwortliche Maßnahmen ergreift, die es ermöglichen, das Ausmaß des Eingriffs in das Recht auf Privatsphäre zu verringern.

### Bereichsausnahmen (Deutschland)
Das Datengeheimnis gem. § 53 BDSG sowie Kapitel I der DSGVO zum sachlichen und räumlichen Anwendungsbereich und Kapitel VIII zu Haftung und Schadensersatz bei Verstößen gegen das Datengeheimnis oder gegen die Datensicherheit gelten auch für Journalisten.
Sie bedürfen jedoch keiner Einwilligung zur Datenverarbeitung gem. Art. 6, 7 DSGVO. Für die Bildberichterstattung gelten die § 22, § 23 KUG.
§§ 12 Abs. 3, 23 Abs. 2 MStV schränken den Auskunftsanspruch einer Person über die von ihr gespeicherten Daten gem. Art. 15 DSGVO aus Gründen des Journalisten-, Quellen- und Rechercheschutzes ein.
Die nach der EuGH-Rechtsprechung mögliche Geltung des Medienprivilegs nicht nur für redaktionelle Tätigkeiten, sondern auch für Einzelpersonen („Bürgerjournalisten“) kommt in den deutschen Regelungen bislang nicht zum Ausdruck.

## Selbstregulierung der Medien beim Datenschutz
Das Medienprivileg im Rundfunkstaatsvertrag und in vielen Pressegesetzen sieht eine Möglichkeit vor, dem Aufsichtsregime der Datenschutzbehörden und damit auch etwaigen Bußgeldern komplett zu entgehen, nämlich dann, wenn man sich dem Pressekodex des Deutschen Presserates unterwirft. Der Kodex sieht einen redaktionellen Datenschutz vor und enthält eigene pressespezifische Sanktionen („öffentliche Rüge statt Bußgeld“). Jedoch können sich nur journalistisch-redaktionell strukturierte Medien dem Pressekodex verpflichten.

Für die öffentlich-rechtlichen Rundfunkanstalten existieren mit den Rundfunkdatenschutzbeauftragten 
 eigene unabhängige und weisungsfreie Aufsichtsbehörden nach Art. 51 EU-DSGVO.